# Syzeuctus pallidator
Syzeuctus pallidator är en stekelart som beskrevs av Aubert 1966. Syzeuctus pallidator ingår i släktet Syzeuctus och familjen brokparasitsteklar. Inga underarter finns listade i Catalogue of Life.